# Strymon tegaea
Strymon tegaea is een vlinder uit de familie van de Lycaenidae. De wetenschappelijke naam van de soort werd als Thecla tegaea in 1868 gepubliceerd door William Chapman Hewitson.

## Synoniemen
- Thecla seitzi Spitz, 1931